# نوریاکی فوجیموتو
نوریاکی فوجیموتو (انگلیسی: Noriaki Fujimoto؛ زادهٔ ۱۹ اوت ۱۹۸۹) بازیکن فوتبال اهل ژاپن است.
از باشگاه‌هایی که در آن بازی کرده‌است می‌توان به باشگاه فوتبال ویسل کوبه اشاره کرد.